# Ягатка
Ягатка — река в России, протекает по Ханты-Мансийскому АО. Начинается в Ягаткинских озёрах. В среднем течении протекает через озеро Чёртов Сор. Устье реки находится в 4 км по левому берегу реки Большая Сага. Длина реки составляет 17 км.

## Данные водного реестра
По данным государственного водного реестра России относится к Иртышскому бассейновому округу, водохозяйственный участок реки — Конда, речной подбассейн реки — Конда. Речной бассейн реки — Иртыш.
Код объекта в государственном водном реестре — 14010600112115300017914.